# Wildbach (Ustermer Aa)
Der Wildbach ist ein rund 10 km langer linker Nebenfluss der Ustermer Aa im Bezirk Hinwil im Schweizer Kanton Zürich. Er entwässert 20,5 Quadratkilometer des Zürcher Oberlands in den Gemeinden Hinwil und Wetzikon. Der Bach ist der längste und mit einem mittleren Abfluss von 538 l/s auch der wasserreichste Zufluss der Ustermer Aa.
Er ist nicht zu verwechseln mit dem ebenfalls im Kanton Zürich verlaufenden, etwa gleich langen Wildbach, der bei Rorbas in die Töss mündet.

## Geographie

### Verlauf

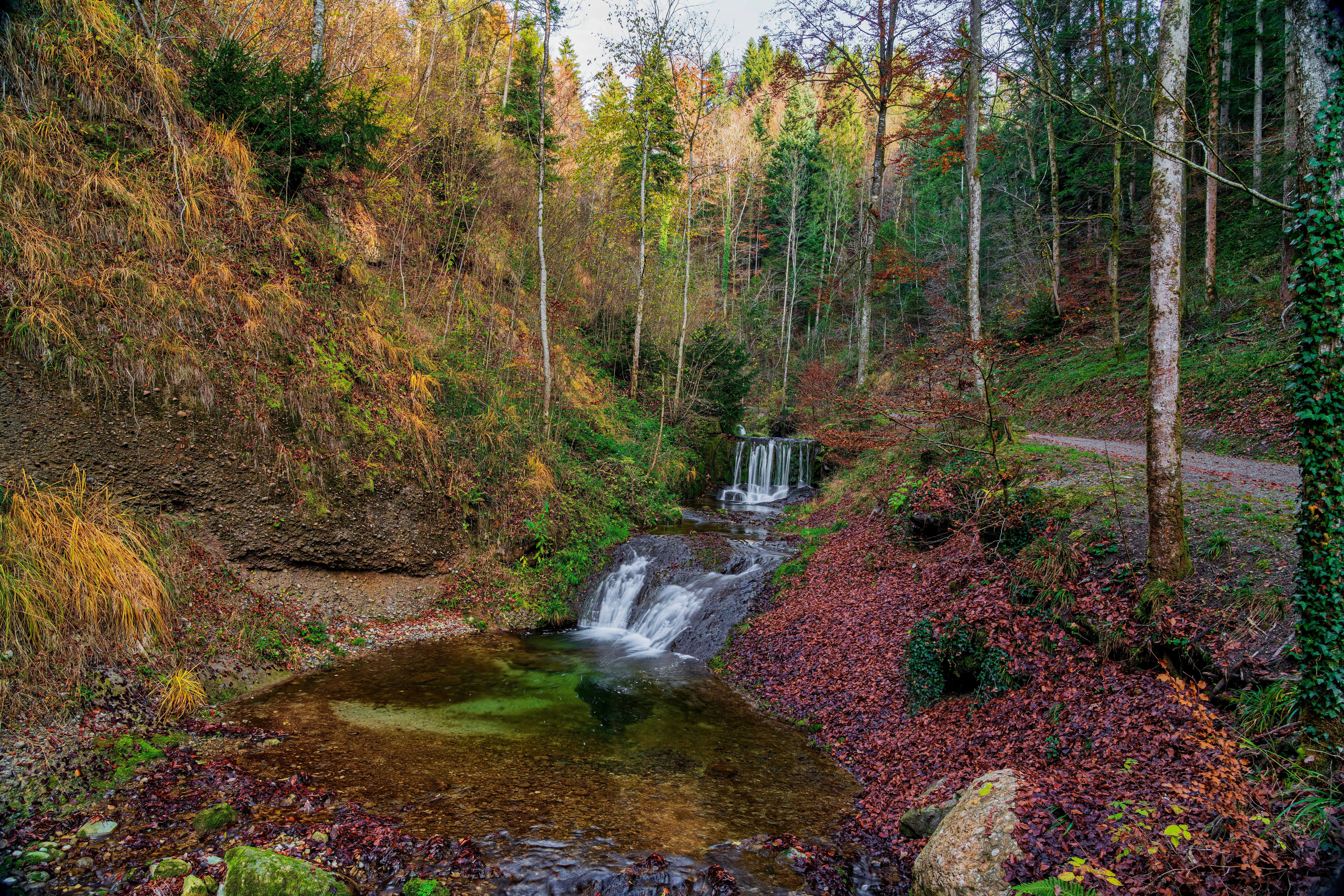
Der Wildbach bei Hinwil

Der Wildbach entspringt auf 1035 m ü. M. in einem Waldgebiet nördlich des Bachtels am Westhang des Allmen (1079 m ü. M.), der hier die Einzugsgebiete von Glatt und Töss abgrenzt, oberhalb der Hinwiler Aussenwacht Girenbad. Er fliesst anfänglich hauptsächlich westwärts und nimmt wenig später von links den am Hörnli entspringenden Hörnliholzbach auf. Er verlässt bei Boden das Waldgebiet und durchfliesst nun Gerenbad, wo er das Badwisenbächli und das Girenbadbächli aufnimmt. 
Er tritt nun wieder in ein Waldstück ein und durchfliesst nach der Einmündung des Schaugenbachs, dem wichtigsten Zufluss im Oberlauf, das Wildbachtobel (auch Falätschentobel genannt). Hier mündet, nachdem er die Ruine Bernegg passiert hat, zuerst von links der Oberberneggbach und wenig später von rechts der aus dem Ringwiler Weiher kommende Ringwilerbach ins Tobel ein. 
Ab dessen Einmündung macht er einen Bogen Richtung Süden, nimmt den Fischbach auf und tritt ins Siedlungsgebiet von Hinwil ein. Hier ändert er, bevor er das Baderbächli aufnimmt, erneut seinen Kurs und verläuft nun gegen Nordwesten.
Er tangiert nun das Industriegebiet von Hinwil, wo er den Schwarzbach sowie den Brunnenbach aufnimmt und verläuft nun von Feldern gesäumt Richtung Wetzikon. Hier passiert er das im Jahr 2000 erbaute Rückhaltebecken Grosswies, wo er das Wasser des Gigerbachs und wenig später das des Mostbachs aufnimmt. 
Er gelangt nun ins Stadtgebiet von Wetzikon, wo der Schlossbach, der längste und wasserreichste Zufluss, sich in den Wildbach ergiesst. Bei Medikon mündet er schliesslich selbst auf 520 m ü. M. von links in die aus dem Pfäffikersee kommende, sich hier gegen Westen wendende Ustermer Aa.

### Zuflüsse
- linker Seitenarm (links)
- linker Seitenarm II (links)
- Hörnliholzbach (links), 0,4 km
- Badwisenbächli (rechts), 0,9 km
- Girenbadbächli (rechts), 0,6 km
- Schaugenbach (links), 1,5 km
- Oberberneggbach (links), 0,9 km
- Ringwilerbach (rechts), 1,4 km, 1,49 km²
- Unterberneggbach (links), 0,5 km
- Fischbach (links), 2,4 km, 0,83 km²
- Tobelweidbach (rechts), 0,4 km
- Baderbächli (rechts), 0,4 km
- Haldenbächli (rechts), 0,9 km
- Schwarzbach (rechts), 2,3 km
- Brunnenbach (links), 1,5 km
- Gigerbach (rechts), 3,1 km, 2,01 km²
- Mostbach (links), 2,6 km, 3,51 km²
- Schlossbach (rechts), 1,6 km (mit Ländenbach 4,9 km)

## Bilder

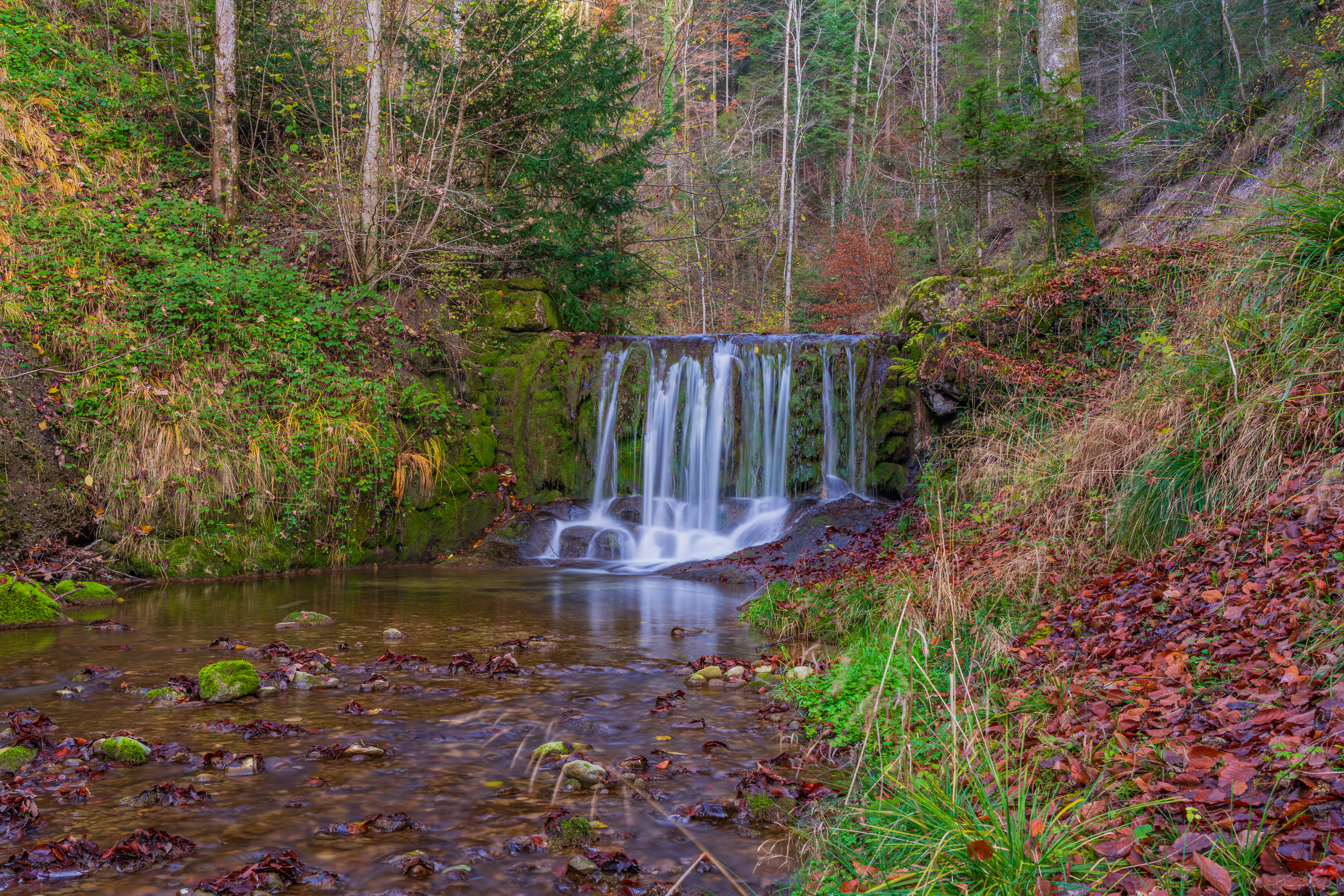
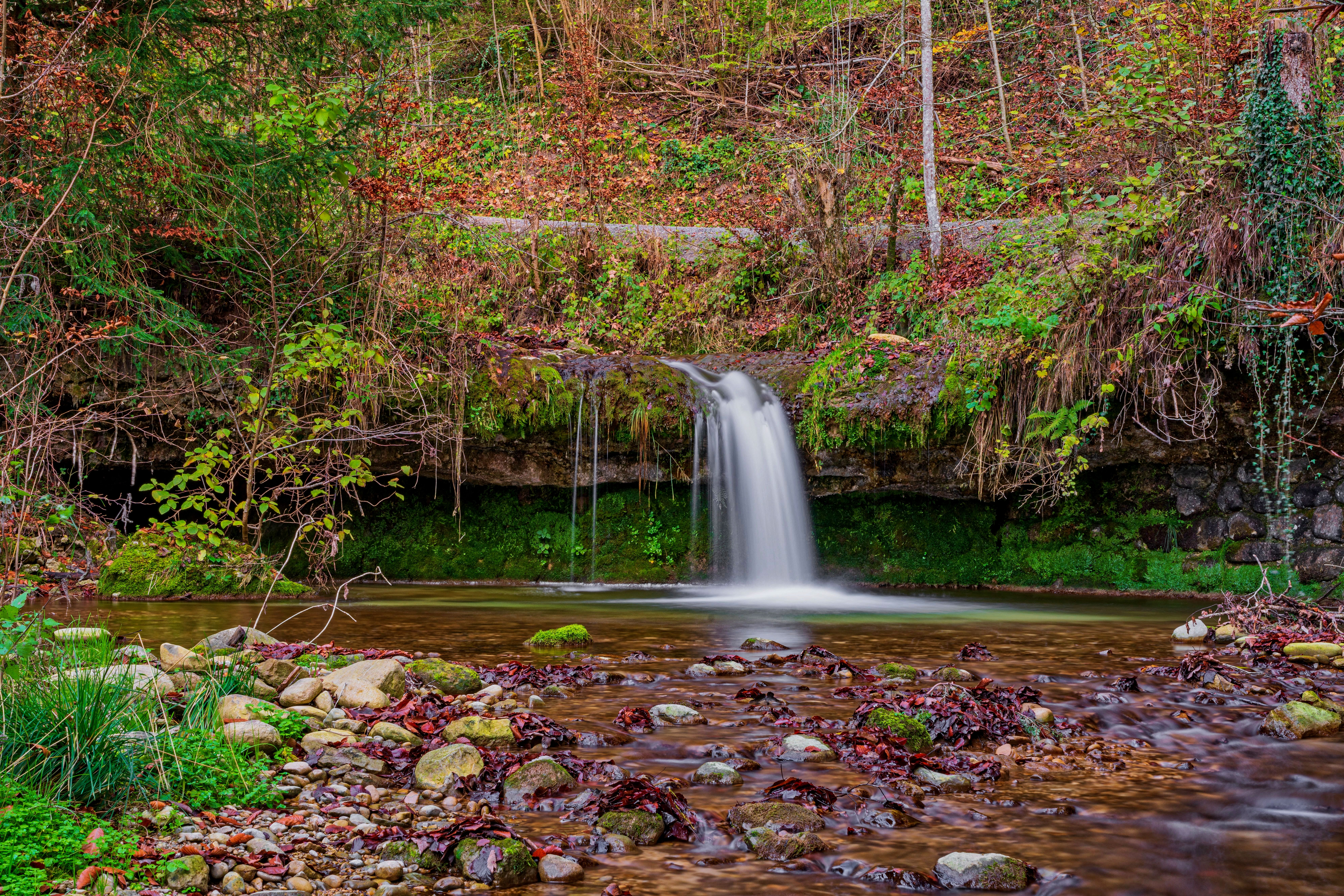
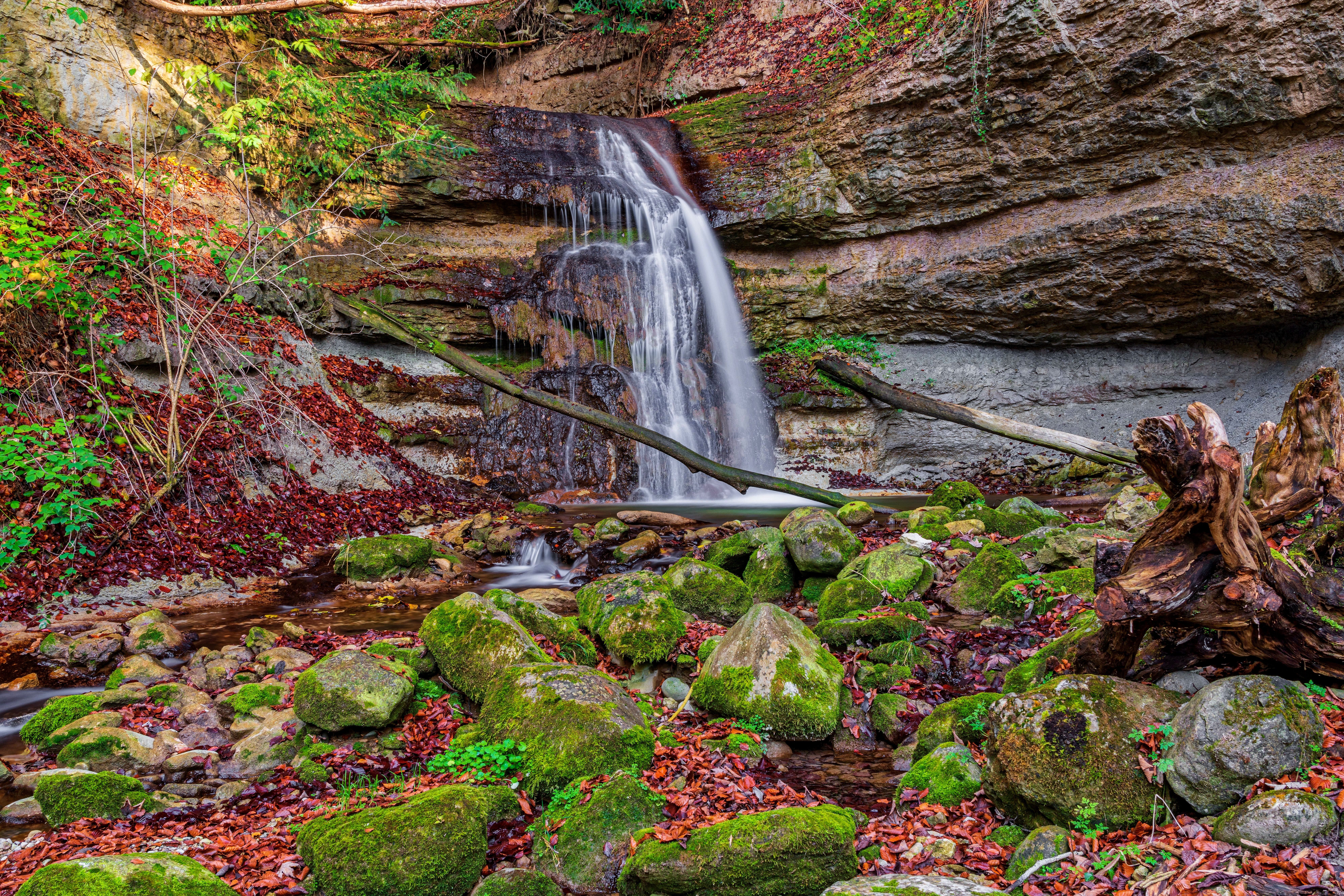